# Angelia
Angelia is een nummer van de Amerikaanse zanger Richard Marx uit 1989. Het is de derde single van zijn tweede studioalbum Repeat Offender.
Het nummer, dat gaat over een op de klippen gelopen relatie, werd een grote hit in Noord-Amerika en een bescheiden hit in Europa en Oceanië. In de Amerikaanse Billboard Hot 100 haalde het nummer de 4e positie. In de Nederlandse Top 40 haalde het de 14e positie, en in de Vlaamse Radio 2 Top 30 de 18e.